# Costa de Saron
Costa de Saron (en hebreu: חוף השרון) (transliterat: Hof ha-Xaron) és un consell regional que es troba a Israel, en el Districte Central. Tot i que la major part del territori és d'ús agrari, la proximitat a Tel-Aviv i la seva àrea metropolitana han fet que la pressió urbanística cresqués molt i s'han efectuat moltes construccions il·legals sobre zones de cultiu que estan sent investigades pel govern.
Al territori municipal hi ha el parc nacional de la Costa de Saron, que protegeix part de la franja costanera de la Mediterrània. En aquest parc hi ha alguns penya-segats de gran interès ecològic, perquè són l'hàbitat de rares espècies de plantes enfiladisses i refugi per a nombroses tortugues que venen a aquestes platges a pondre els ous.
El municipi agrupa catorze nuclis urbans: Arsuf, Bazra, Bene Ziyyon, Bet Yehoshua, Ga'ash, Glil Yam, Haruzim, Kefar Netter, Qiryat Shelomo, Rishpon, Shefayim, Tel Yizhaq, Udim, Yaqum.